# Cicale & Company
Cicale & Company è l'album di debutto di Heather Parisi, pubblicato dalla CGD nel 1981 e prodotto da Franco Miseria e Silvio Testi.

## Descrizione
Nell'album è contenuta la canzone Cicale, il brano più conosciuto della cantante. Si tratta di un concept album dedicato al mondo degli insetti, che però cela anche tematiche più complesse: Lucciole è ad esempio dedicata al tema della prostituzione, Vanessa (La farfalla vamp) al transessualismo.
Il vinile a 33 giri ha un packaging insolito: per aprire il disco si deve sollevare uno dei quattro lembi semicircolari che lo avvolge su tutti i lati e sui quali continua il disegno della copertina, dove Heather è disegnata come una fatina alata in un prato notturno popolato dai più svariati insetti.

## Tracce
1. Millepiedi
2. Le coccinelle
3. Cervo volante
4. Vanessa (La farfalla vamp)
5. Heather Like Feather
6. In the Winter - Springtime
7. Mosquito
8. Maggiolino
9. Cicale
10. Lucciole
11. Humanoids
12. Filo di ragno
13. Quando i grilli cantano

## Formazione
- Heather Parisi – voce
- Paolo Gianolio – chitarra acustica, chitarra elettrica
- Lele Melotti – batteria, timbales
- Fio Zanotti – pianoforte, Fender Rhodes, sintetizzatore
- Mick Asonogratis – basso